# Dendrobium parvilobum
Dendrobium parvilobum är en orkidéart som beskrevs av Rudolf Schlechter. Dendrobium parvilobum ingår i släktet Dendrobium, och familjen orkidéer. Inga underarter finns listade i Catalogue of Life.